# Carlo Molon
Carlo Molon (Catania, 10 luglio 1929 – 1º febbraio 2008) è stato un calciatore e allenatore di calcio italiano.
Difensore, di ruolo terzino, ha giocato due anni in Serie B con il Catania. Ha guidato il CCF Catania come direttore tecnico nella Serie A femminile 1973.

## Carriera

### Calciatore
È nato a Catania e ha esordito come calciatore nella Virtus Catania, con cinque presenze in Serie C. Gioca poi nell'Acireale Calcio. Nel 1947-48, si trasferisce al Calcio Catania, con cui rimane fino al 1951. Gioca titolare al primo anno, in cui vinse la Serie C; al secondo anno, ancora in Serie C, gioca con continuità nel girone di ritorno ma non lo spareggio-promozione contro l'Avellino. Confermato in Serie B, anche quest'anno ha più spazio nel girone di ritorno. L'ultima conferma nel Catania arriva nel 1950-1951.
Successivamente, veste le maglie di Pro Enna, SS Gela e Nissena.

### Allenatore
Dopo il ritiro da calciatore, lavora come informatore scientifico.
La figlia Daniela intraprende la carriera di calciatrice nella Real Etnea, formazione di Catania. Nel 1973, viene scelto come direttore tecnico del Club Calcio Femminile Catania, nato dalla fusione tra UPIM e Robert, che partecipa alla Serie A femminile. Molon lavora al fianco degli allenatori Sicilia e Mirabella ma, sul campo la squadra non riesce a salvare la categoria.
È morto il 1º febbraio 2008.

## Statistiche

### Presenze e reti nei club
Statistiche aggiornate al termine della carriera da calciatore.
| Stagione        | Squadra         | Campionato      | Campionato | Campionato | Coppe nazionali | Coppe nazionali | Coppe nazionali | Totale | Totale |
| Stagione        | Squadra         | Comp            | Pres       | Reti       | Comp            | Pres            | Reti            | Pres   | Reti   |
| --------------- | --------------- | --------------- | ---------- | ---------- | --------------- | --------------- | --------------- | ------ | ------ |
| 1945-1946       | Virtus Catania  | C               | 5          | 0          | -               | -               | -               | 5      | 0      |
| 1946-1947       | Acireale        | C               | ?          | ?          | LIS             | ?               | ?               | ?      | ?      |
| 1947-1948       | Catania         | C               | 21         | 0          | -               | -               | -               | 21     | 0      |
| 1948-1949       | Catania         | C               | 12+0       | 0+0        | -               | -               | -               | 12     | 0      |
| 1949-1950       | Catania         | B               | 16         | 0          | -               | -               | -               | 16     | 0      |
| 1950-1951       | Catania         | B               | 11         | 0          | -               | -               | -               | 11     | 0      |
| Totale Catania  | Totale Catania  | Totale Catania  | 60         | 0          |                 | -               | -               | 60     | 0      |
| 1951-1952       | Enna            | PR              | 28         | 0          | -               | -               | -               | 28     | 0      |
| 1952-1953       | SS Gela         | PR              | ?          | ?          | -               | -               | -               | ?      | ?      |
| 1953-1954       | SS Gela         | PR              | ?          | ?          | -               | -               | -               | ?      | ?      |
| 1954-1955       | SS Gela         | PR              | ?          | ?          | -               | -               | -               | ?      | ?      |
| 1955-1956       | Nissena         | IV              | 31         | 0          | -               | -               | -               | 31     | 0      |
| 1956-1957       | Terranova Gela  | PR              | ?          | ?          | -               | -               | -               | ?      | ?      |
| 1957-1958       | Terranova Gela  | CD              | ?          | ?          | -               | -               | -               | ?      | ?      |
| 1958-1959       | Giarre          | PD              | ?          | ?          | -               | -               | -               | ?      | ?      |
| Totale carriera | Totale carriera | Totale carriera | 124+?      | 0+?        |                 | -               | -               | 124+?  | 0+?    |